# Франк, Ева

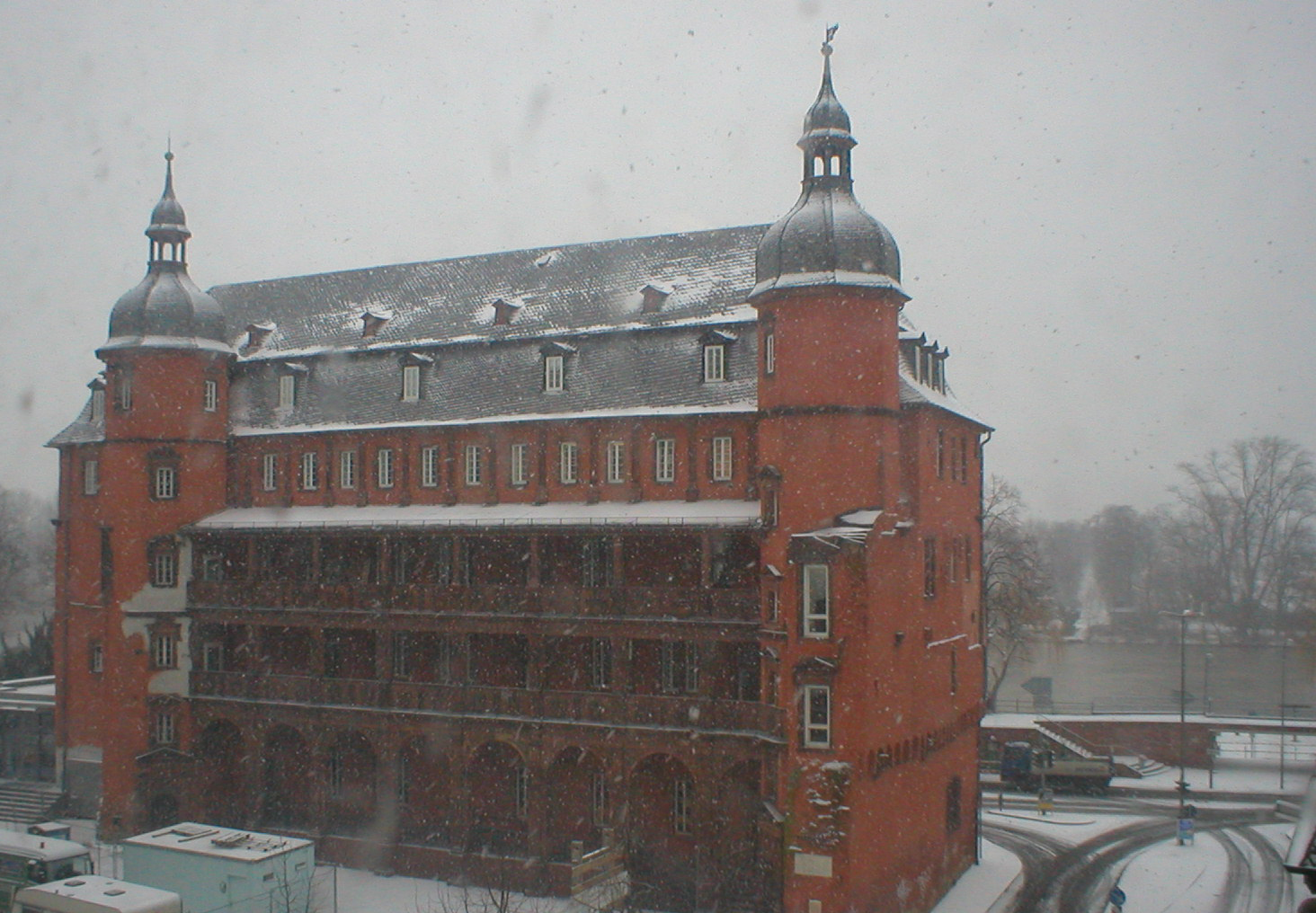
Изенбургский замок в Оффенбахе, где жили Якоб и Ева Франк

Ева Франк (Ewa Frank; 1754—1816) — дочь еврейского религиозного деятеля Якоба Франка, которая после его смерти возглавляла франкистскую секту евреев, принявших католичество, но практикующих также еврейские обряды подобно саббатианцам. Позиционировала себя как женское воплощение мессии, воплощение шхины и Святой Девы Марии.

## Биография
Родилась в еврейско-мусульманском сообществе дёнме в Никополе (ныне Болгария, тогда часть Османской империи). При рождении получила имя Рахель или Ребекка. Уже в следующем году семья перебралась в Речь Посполиту и затем перешла в христианство. Получившая христианское имя Ева дочь повсеместно сопровождала отца и поддерживала его, когда тот был в заключении. Она вела активную агитацию его идей. В 1770 умерла её мать Ханна Коэн. Пока Якоб Франк находился в заключении, немало новокрещённых евреев-франкистов сильно разбогатели и обзавелись связями при дворах Польши, Австрии и других европейских стран. 
У неё самой появились контакты при дворе, она стала фавориткой австрийского императора Иосифа II, вступала с ним в интимную связь. Ева Франк ввела в высший свет своего отца, организовав ему две аудиенции с императором. В 1778 году Якоб Франк получил титул барона и купил замок в Оффенбахе, куда перебрался из Брно (Брюнна). Своим последователям он внушал мессианское предназначение дочери, тогда как среди жителей города, поражённых роскошью семьи, распространял слухи о происхождении «Евы Романовны» из династии Романовых: например, что она — незаконнорожденная дочь императрицы Екатерины II (бытовали и другие, гласившие Франк — лично император России Пётр III, а Ева — дочь императрицы Елизаветы Петровны). 
Так как «Ева-Матронита» была объявлена реинкарнацией Шхины, женского аспекта бога, а также воплощением Девы Марии, она служила также объектом религиозного поклонения, её почитатели хранили у себя дома маленькие изваяния Евы Франк, а её портреты были разосланы последователям Франка в Гамбурге и Альтоне. Она была единственной женщиной в еврейской истории, претендовавшей на роль мессии.
После смерти отца в 1791 Ева стала «Святой госпожой» и руководительницей секты, ей помогали два её брата Иозеф и Рох (Рохус). Она занималась массовой рассылкой «красных писем» (писанных красными чернилами) по всем еврейским общинам с призывами принять христианство и вступить в секту, текст писем сформулировал Якоб Франк во время своего заключения в Ченстохове.
Паломники продолжали посещать «Дом Бога» в Оффенбахе. Её советниками были ближайшие последователи её отца — братья Воловские (Шорр до крещения) и Андрей Дембовский (Иерухам Липманович). Однако попытки руководителей секты организовать широкую пропаганду учения не приносили ощутимых результатов; многочисленные послания, разосланные в еврейские общины Польши и России, не увеличили численность секты. У руководителей секты не хватало ни упорства, ни личной силы поддерживать культ в должном объёме, и поэтому приток денег от паломников катастрофически уменьшался, в то время как Ева продолжала жить в привычной роскоши. Рассказ об аудиенции у Евы Франк в Оффенбахе имеется в мемуарах Моисея Поргеса. Моисея встретил одетый в турецкий кафтан стражник, препровождал из комнаты в комнату, там ему объясняли каббалистическую схему десяти сфирот, и необходимость соединения трёх сфирот, из этих объяснений следовало также, что Шхина остро нуждается в деньгах. Во время короткой аудиенции на следующий день ему не было позволено смотреть в лицо Евы Франк, а только целовать ей ноги. Он оставил в «святом доме» крупную сумму денег. Гаррис Ленновиц, исследователь франкизма, из анализа подобных историй сделал вывод, что аудиенции и каббалистические ритуалы, несмотря на видимую изысканность, разочаровывали посетителей, производя впечатление шарлатанства, отчего секта катастрофически теряла поддержку.
При всей своей известности (после битвы при Лейпциге 1813 года её посещал российский император Александр I) Ева Франк погружалась во всё большие долги. В 1800 году Ева Франк объявила кредиторам, что Рохус поедет в Петербург, где получит большую сумму денег. Франкисты стали рассылать письма своим единомышленникам с настойчивыми просьбами прислать денег. К 1816 (1817?) году сумма долга достигла трёх миллионов гульденов. Суд гессенского герцога постановил подвергнуть Еву домашнему аресту. Но та сразу же внезапно скончалась. Однако ходили слухи, что она бежала за границу с бывшим чиновником из Изенбурга.

## Память
Небольшое количество её последователей ещё продолжали поддерживать культ до середины XIX века; в частности родители Луиса Брандиса, члена Верховного суда США.